# إبراهيم الدنبلي الخوئي
الميرزا إبراهيم بن الحسن بن علي بن عبد الغفار الدنبلي الخوئي (1240 هـ - 1325 هـ). رجل دين وفقيه شيعي إيراني (آذري)؛ كانت ولادته بمدينة خوي الواقعة بمحافظة أذربيجان الغربية الإيرانية حسب الجغرافيا المعاصرة. وقد ارتحل إلى النجف للدراسة الحوزوية واختص بمرتضى الأنصاري كما قرأ عند غيره وحصل على إجازات رواية. لم يُذكر تاريخ رحيله إلى النجف وتاريخ رجوعه إلى وطنه؛ إلا أن صاحب مرآة الكتب ذكر أن تتلمذه على مرتضى الأنصاري كان وهو في سن الثامنة عشرة أو العشرين.

## مقتله
قُتل الخوئي رمياً بالرصاص؛ حيث وجه له الرصاص مُسلّحون أكراد في حوادث المشروطة، وكان مقتله في داره قبل صلاة الظهر كما نقل من ترجم له، وحُملت جنازته إلى النجف ودُفن بمقبرة وادي السلام، وكانت وفاته في السادس من شهر شعبان 1325 هـ. وذُكر في ترجمته أنه لم يُعقّب؛ لذلك قام وقف كتبه وبعضاً من أملاكه.

## مؤلفاته
| - الدرة النجفية في شرح نهج البلاغة الحيدرية. شرحٌ على كتاب نهج البلاغة. - شرح الأربعين حديثاً. - رسالة في الأصول. ذكرها صاحب الأعيان، وعلي التبريزي، ونقلها عنهم كل من الزركلي، وعمر كحالة. | - الحاشية على فرائد الأصول. حاشيةٌ على كتاب فرائد الأصول لأستاذه مرتضى الأنصاري، وقد ذكر هذا الكتاب صاحب الذريعة إلّا أن من المُحتمل أن هذا الكتاب هو الرسالة التي ذُكرت في الأصول. - ملخص المقال في تحقيق أحوال الرجال. |